# 데마라투스
데마라투스(그리스어: Δημάρατος, Demaratus)는 코린토스인으로 고대 로마의 다섯 번째 왕이었던 루키우스 타르퀴니우스 프리스쿠스의 조부 또는 증조부였다.

## 생애
그는 바치스가의 코린티아 귀족이었다. 그는 기원전 655년 피난처로 그리스에서 이탈리아로 도착하였다. 데마라투스는 타르퀴니이의 에트루리아 도시에 정착하였다. 그리고 타르퀴니이에서 에트루리아 귀족과 결혼하였다. 그들은 두 아들을 두었는데 루쿠모와 아룬스가 그들이다. 아룬스는 그의 아버지 데마라투스 앞에서 죽었는데 임신한 아내를 남겼다. 데마라투스는 미래의 손주가 있다는 사실을 모른 채 그를 위한 상속을 전혀 남기지 않았다. 그의 이름은 가난 때문에 에게리우스(필요한 이)였으며 루카레티아의 남편이며 타르퀴니우스 콜라티누스의 아버지였다.
데마라투스가 이탈리아의 서부 주요지로 이동할 때 그는 그의 모든 부를 가져갔다. 그리고 그리스 문화와 그리스 도자기를 도입하였다. 아마도 그는 코린토스에서 이들 도공들을 데려 왔다. 이들 도공들은 이탈리아 서부의 주요지에서 그리스 도자기의 개발에 책임이 있었다. 그라비스카의 그리스 교역 거점과 타르퀴니이에 그리스 도공이 있었다. 그리스 여행자 파우사니아스에 따르면 그의 손자와 아들이 올림피아를 방문하고 그곳에서 헌신한 첫 외국인이었다. 타시투스에 따르면 그는 에트루리아 문학을 가르쳤다.